# Ernst Krüger (Politiker)
Ernst Wilhelm Julius Krüger (* 9. Januar 1895 in Eberswalde; † 26. Oktober 1970 in Berlin) war ein deutscher Funktionär der KPD, der SED und des FDGB. Nach Verfolgung durch die NS-Diktatur und Teilnahme am Spanischen Bürgerkrieg als Interbrigadist emigrierte er in die USA. 1946 kehrte er zurück und war in der DDR von 1948 bis 1949 Generalsekretär des FDGB und von 1949 bis 1950 Abgeordneter der Volkskammer sowie ab 1949 zeitweise Sekretär des SED-Landesverbandes Groß-Berlin, wurde aber wegen seiner Westemigration aus dem Parteiapparat entfernt.

## Leben
Der Arbeitersohn Ernst Krüger war der Älteste von neun Kindern. Der Vater war Lackierer bei der Eisenbahn, die Mutter  beschäftigt mit den vielen Kindern. Trotzdem schafften sie es, alle etwas lernen zu lassen, was damals durchaus nicht selbstverständlich war. Die Familie zog schon bald nach Berlin. Krüger dort besuchte die Volksschule bis zum Alter von 14 Jahren. Als Ältester musste er sehr häufig auf die jüngeren Geschwister aufpassen. Er zog, nachdem er seine Lehrzeit als Schlosser bei der Eisenbahn beendet hatte, von zu Hause fort. In seinem Beruf arbeitete er bis 1926. Schon als Lehrling wurde er Gewerkschaftsmitglied. Von 1915 bis 1918 leistete er Kriegsdienst im Ersten Weltkrieg in der 263. Pionierkompanie. Zunächst war er Mitglied beim evangelischen Jungmännerverein, aber schon bald wurde er aktives Gewerkschaftsmitglied und trat aus der Kirche aus und in die Sozialdemokratische Partei ein.
1918 trat Krüger in die USPD, 1920 in die KPD ein. 1924 wurde er erstmals verhaftet und zu neun Monaten Haft im Zuchthaus Kassel-Wehlheiden verurteilt. Ab 1926 war Krüger hauptamtlicher KPD-Funktionär.
1928 und 1929 war Krüger Stadtverordneter in Eberswalde und ab 1929 Abgeordneter des Brandenburgischen Provinziallandtages. 1932 und Anfang 1933 war Krüger im Auftrag des Zentralkomitees der KPD Wahlinstrukteur für Oldenburg und Redakteur der Kasseler Parteizeitung.
Am 28. Juli 1933 wurde Krüger verhaftet, weil er die KPD auch in der Illegalität unterstützt hatte. Er war vorübergehend im KZ Brandenburg inhaftiert und wurde zu zweieinhalb Jahren Haft verurteilt, die er im Zuchthaus Luckau absaß. 1936 kam Krüger frei und emigrierte, nachdem er vor einer erneuten Verhaftung  gewarnt worden war, in die Tschechoslowakei. Dort war er daran beteiligt, die Freiwilligen Deutschen zu den Interbrigaden in Spanien zu mobilisieren.
Er selbst war von Dezember 1936 bis 1938  Mitglied der internationalen Brigaden und kämpfte im spanischen Bürgerkrieg. Auf Grund einer schweren Erkrankung ging er über die Pyrenäen nach Frankreich. Ab Juli 1938 war er in Frankreich interniert. Während seines Aufenthaltes in Frankreich lernte er seine spätere Frau Lore  kennen. Im Mai 1941 gingen beide in die Emigration nach Mexiko. Auf dem Weg dorthin wurde das Schiff „Winnipeg“ gekapert und so landete er und seine Gefährten in den USA. Dort wurde Krüger Mitarbeiter und Geschäftsführer der Zeitung The German American.

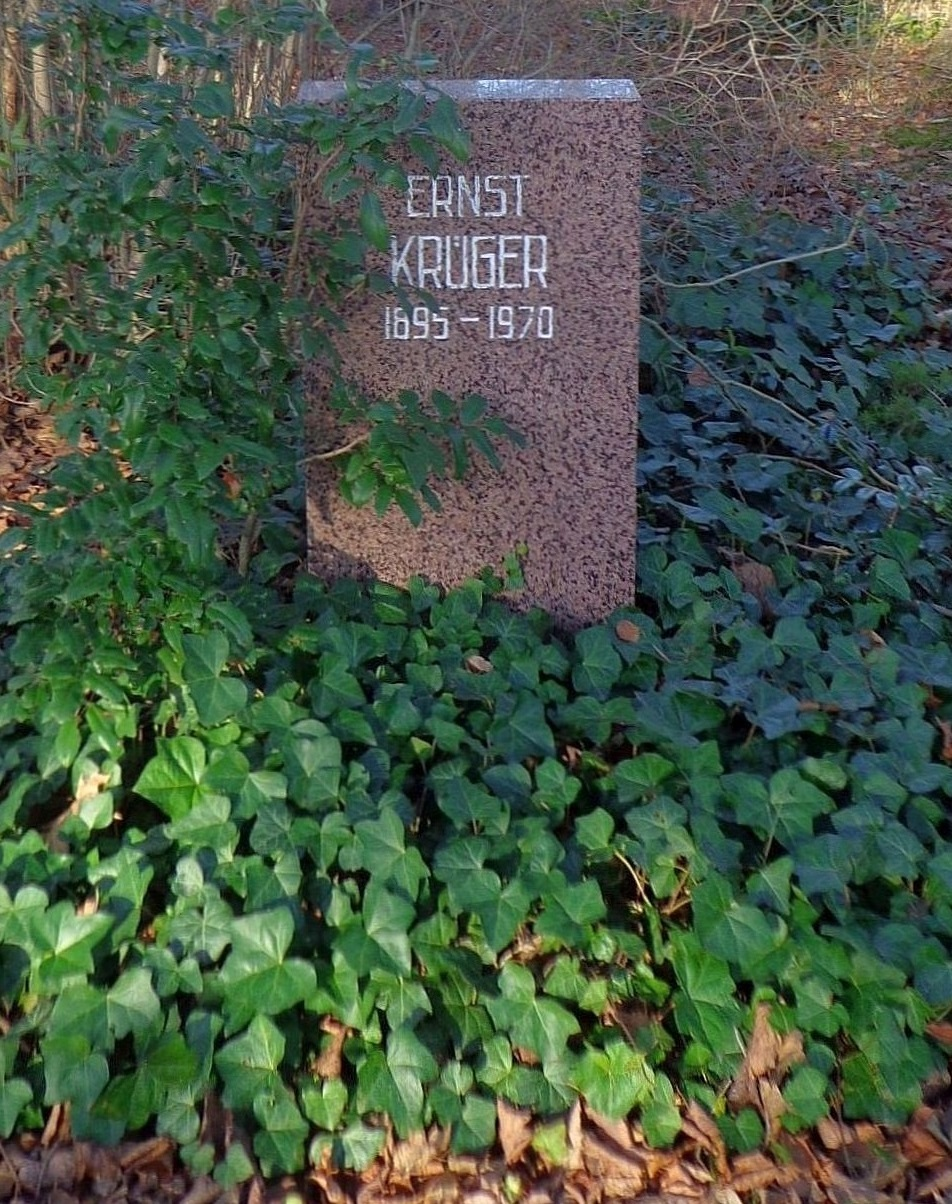
Grabstätte

Im Oktober 1946 kehrte er nach Deutschland zurück und wurde Mitglied der SED. Von 1947 bis 1950 war er erst Mitglied und dann Sekretär des Bundesvorstandes des FDGB. Von April 1948 bis Juli 1949 war er Generalsekretär des FDGB und 1949 bis 1950 Abgeordneter der Volkskammer. 1949 wurde Krüger auch Mitglied und zeitweise Sekretär des SED-Landesverbandes Groß-Berlin, dann jedoch wie viele andere Westemigranten aus dem Parteiapparat entfernt.
Am 1. Dezember 1950 wurde Ernst Krüger Magistratsdirektor für Materialversorgung für Berlin und kurze Zeit später Werksleiter des VEB Wälzlager Berlin. In den 1950er Jahren war er Arbeitsdirektor bei den Gross Berliner Wasser- und Entwässerungswerken. 1954 wurde er auf Grund eines Herzleidens berentet. Er war dann ehrenamtlich in seinem Wohngebiet in Berlin-Köpenick auch als Abgeordneter der Stadtbezirksversammlung und als ehrenamtlicher Vorsitzender der Revisionskommission des Zentralausschusses für Jugendweihe der DDR tätig. Krüger starb 1970 in Ost-Berlin.
Seine Urne wurde in der Grabanlage Pergolenweg des Berliner Zentralfriedhofs Friedrichsfelde beigesetzt.

## Publizistik
- Lenins Sekretärin taucht wieder auf, von Ernst Krüger, Die Zeit 12. April 1956

## Ehrungen
- Vaterländischer Verdienstorden in Silber